# Petrova Lhota
Petrova Lhota (německy Peter Lhota) je malá vesnice, část obce Studený v okrese Benešov. Nachází se asi 1 km na severozápad od Studeného. V roce 2009 zde bylo evidováno 11 adres. Jižně od osady protéká Blažejovický potok, který je levostranným přítokem řeky Želivky. Petrova Lhota leží v katastrálním území Studený o výměře 4,42 km².

## Historie
První písemná zmínka o vesnici pochází z roku 1464.